# Spider Project
Spider Project (Спайдер Проджект) — москальська система управління проєктами, спроєктована та розроблена російською компанією «Спайдер Проджект» (м. Москва).

## Технічні характеристики Spider Project
- Необмежена кількість операцій;
- Необмежена кількість ресурсів;
- Необмежена кількість календарів;
- Будь-яка кількість ієрархічних структур робіт в кожному проєкті;
- Будь-яка кількість ієрархічних рівнів в кожній з ієрархічних структур;
- Будь-яка кількість статей прибутків і видатків;
- Будь-яка кількість центрів витрат і матеріалів;
- Будь-яка кількість версій проєкту і можливість порівнювати поточну версію проєкту з будь-якою іншою версією і проєктом;
- Оптимізація розкладу виконання робіт за обмежених ресурсів, за заданих графіках постачань і фінансування;
- Мультипроєктне управління;
- Вартісний аналіз за методикою NASA (Earned Value Analysis);
- Можливість порівняння між собою будь-яких двох версій проєкту;
- Будь-яка кількість базових версій;
- Діаграми Гантта для робіт і ресурсів;
- Гістограми завантаження ресурсів;
- Графіки витрат і потреби в матеріалах;
- Побудова графіків і гістограм за будь-якими показниками звітів;
- Моделювання як видатків, так і прибутків;
- Моделювання постачань і витрат матеріалів;
- Моделювання виробництва ресурсів;
- Складання розкладу виходячи з обсягів робіт, кваліфікації та продуктивності ресурсів;
- Три види мережевих діаграм;
- Організаційні діаграми для представлення ієрархій робіт і ресурсів;
- Плавне масштабування діаграм;
- Табличні та графічні звіти;
- Вбудована система обліку.

## Версії Spider Project
- Spider Project Pro — встановлюється в проєктному офісі для мультипроєктного моделювання та управління, а також в технічних підрозділах, в яких приймаються рішення з управління організацією в цілому (наприклад, там, де планується та здійснюється фінансове управління, постачання).
- Spider Project Desktop Plus — ця версія відрізняється від професійної тим, що в ній не підтримуються засоби мультипроєктного управління, а також розрахунки розкладу проєкту з врахуванням обмежень з постачання матеріалів і фінансуванню. У іншому вона повністю відповідає професійній версії.
- Spider Project Desktop — використовується для управління окремими проєктами, кількість постачань в організації визначається кількістю проєктів, що одночасно ведуться. Зазвичай на робоче місце Professional припадає 4-5 робочих місць Desktop.

## Відмінності версій
| | Professional | Desktop Plus | Desktop |
| --- | ------------ | ------------ | ------- |
| Планування термінів робіт, виходячи з їх обсягів і продуктивності призначених ресурсів                               | X            | X            | X       |
| Обчислення ресурсного критичного шляху та ресурсних резервів                                                         | X            | X            | X       |
| Чотири методи розрахунку розкладу: «стандартний», «детальний», «оптимізація» і «підтримка попередньої версії»        | X            | X            | X       |
| Оптимізація розкладу з урахуванням графіку фінансування та постачання матеріалів                                     | X            |              |         |
| Автоматичне призначення ресурсів, виходячи з їх кваліфікації (пули)                                                  | X            | X            | X       |
| Незалежні призначення ресурсів та моделювання змінної роботи (команди)                                               | X            | X            | X       |
| Призначення ресурсів у складі бригад (мультіресурси)                                                                 | X            | X            | X       |
| Можливість автоматичної оптимізації завантаження та кількості призначених ресурсів                                   | X            | X            | X       |
| Вартісний аналіз (Earned Value)                                                                                      | X            | X            | X       |
| Моделювання доходів та виробництва матеріалів                                                                        | X            | X            | X       |
| Понаднормова вартість роботи ресурсів                                                                                | X            | X            | X       |
| Змінна вартість одиниць вартісних складових, а також матеріалів та години роботи ресурсів                            | X            | X            | X       |
| Аналіз ризиків та управління резервами                                                                               | X            | X            | X       |
| Підрахунок поточної ймовірності успішного виконання директивних параметрів проєкту                                   | X            | X            | X       |
| Розрахунок трендів ймовірностей успіху                                                                               | X            | X            | X       |
| Моделювання виробництва ресурсів                                                                                     | X            | X            | X       |
| Необмежена кількість ієрархічних структур робіт і ресурсів                                                           | X            | X            | X       |
| Центри ресурсів, а також матеріалів та вартостей                                                                     | X            | X            | X       |
| Порівняння будь-яких двох версій проєкту                                                                             | X            | X            | X       |
| Створення і робота з необмеженою кількістю версій проєкту                                                            | X            | X            | X       |
| Конструктор шаблонів звітів                                                                                          | X            | X            | X       |
| Вбудована система обліку                                                                                             | X            | X            | X       |
| Створення бібліотек типових фрагментів                                                                               | X            | X            | X       |
| Розрахунок значень колонок таблиць за допомогою формул                                                               | X            | X            | X       |
| Фільтри користувача в таблицях                                                                                       | X            | X            | X       |
| Прив'язка до об'єктів програми документів інших застосунків через механізм OLE                                       | X            | X            | X       |
| Макромова сценаріїв                                                                                                  | X            | X            | X       |
| Три види мережевих діаграм                                                                                           | X            | X            | X       |
| Діаграми Гантта робіт і ресурсів                                                                                     | X            | X            | X       |
| Гістограми завантаження ресурсів                                                                                     | X            | X            | X       |
| Гістограми витрат і потреб в матеріалах                                                                              | X            | X            | X       |
| Лінійна діаграма з анімацією виконання                                                                               | X            | X            | X       |
| Звіти за планом і виконання проєкту                                                                                  | X            | X            | X       |
| Можливість створення і використання в проєктах нормативних баз даних (довідників)                                    | X            | X            | X       |
| Мультіпроєктне управління та управління портфелями проєктів                                                          | X            |              |         |
| Групова робота з проєктом через локальну мережу або Інтернет                                                         | X            |              |         |
| Права доступу до об'єктів проєкту                                                                                    | X            | X            |         |
| Розсилка/збірка обліку через документи                                                                               | X            | X            |         |
| Повідомлення виконавців та відповідальних про початок і закінчення робіт                                             | X            | X            |         |
| Експорт та імпорт проєкту у формати CSV і MPX, Microsoft Project, Primavera P3e                                      | X            | X            | X       |
| Експорт та імпорт проєкту цілком, а також окремих документів і звітів із/в бази даних, що підтримують стандарт OLEDB | X            | X            | X       |